# De pier van Boulogne-sur-Mer
De pier van Boulogne-sur-Mer is een schilderij van Édouard Manet. Hij schilderde het in 1868 na een bezoek aan Boulogne-sur-Mer. Sinds 2002 maakt het deel uit van de collectie van het Van Gogh Museum in Amsterdam. Het is een van de weinige werken van de schilder die zich in een Nederlandse collectie bevinden.

## Voorstelling
Op het schilderij zijn de twee pieren te zien die bij de monding van de Liane in de buurt van de haven van Boulogne waren aangelegd. De voorste onttrekt een plezierboot die is aangelegd grotendeels aan het zicht. Diverse toeschouwers bekijken de zeilboot en enkele andere schepen die zich op zee bevinden.
Manet bezocht Boulogne verschillende keren. Het was een populair vakantieoord voor de Parijse elite, zeker nadat er in 1867 een rechtstreekse spoorverbinding tot stand was gekomen. De schilder maakte er schetsen die hij later in zijn hotelkamer of studio in Parijs uitwerkte tot schilderijen. Soms dienden de tekeningen alleen ter inspiratie, andere keren nam hij ze min of meer letterlijk over. De vrouw met parasol rechts op het schilderij bijvoorbeeld is bekend van een schets en keert ook terug op een ander schilderij, Op het strand van Boulogne. Manet schilderde geen natuurgetrouwe weergave, maar een compositorische constructie. De toeschouwers op de achterste pier zijn hier een illustratie van; deze pier was zeer moeilijk bereikbaar en werd door toeristen niet bezocht.
Het schilderij valt vooral op door de manier waarop Manet de pieren heeft geschilderd, horizontaal over het gehele doek. Het is zeer waarschijnlijk dat hij zich heeft laten inspireren door Japanse prenten die in die tijd populair werden en vaak dergelijke horizontale composities gebruikten. De verticale en diagonale lijnen van de schepen en toeschouwers, soms met slechts enkele stroken weergegeven, brengen balans aan. Ook op andere, subtiele manieren bracht hij afwisseling aan. Zo zijn de meeste toeschouwers op de rug gezien, maar de jongen en vrouw rechts niet en is de boot aan de rechterkant donker geschilderd als tegenhanger van de lichtere schepen links.

## Herkomst
- 1873: gekocht door Paul Durand-Ruel in Parijs voor 500 Franse frank.
- voor 1884: verkocht aan de kunsthandelaar Félix Gérard.
- 1904: na de dood van Félix Gérard verkocht aan Oscar Schmitz, Dresden, die een grote collectie moderne Franse schilderijen had.
- 1936: verkocht aan de kunsthandel Wildenstein, Parijs.
- tussen 1951 en 1956: verkocht aan Jacques Guérlain, eigenaar van een parfumhuis en verzamelaar.
- in het bezit gekomen van een anonieme verzamelaar.
- 2002: gekocht door het Van Gogh Museum voor 7 miljoen euro.

## Afbeeldingen

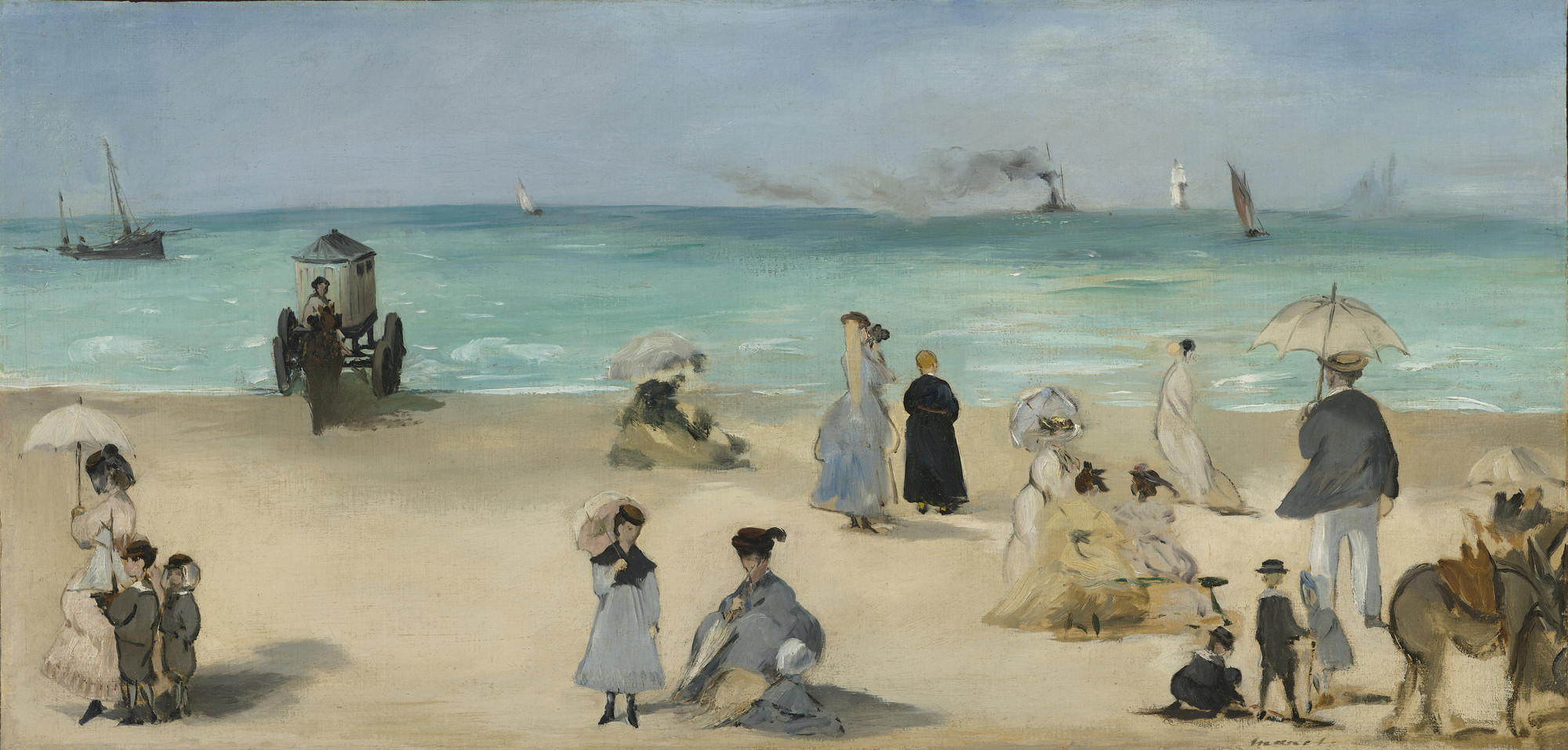
Op het strand van Boulogne (1868)
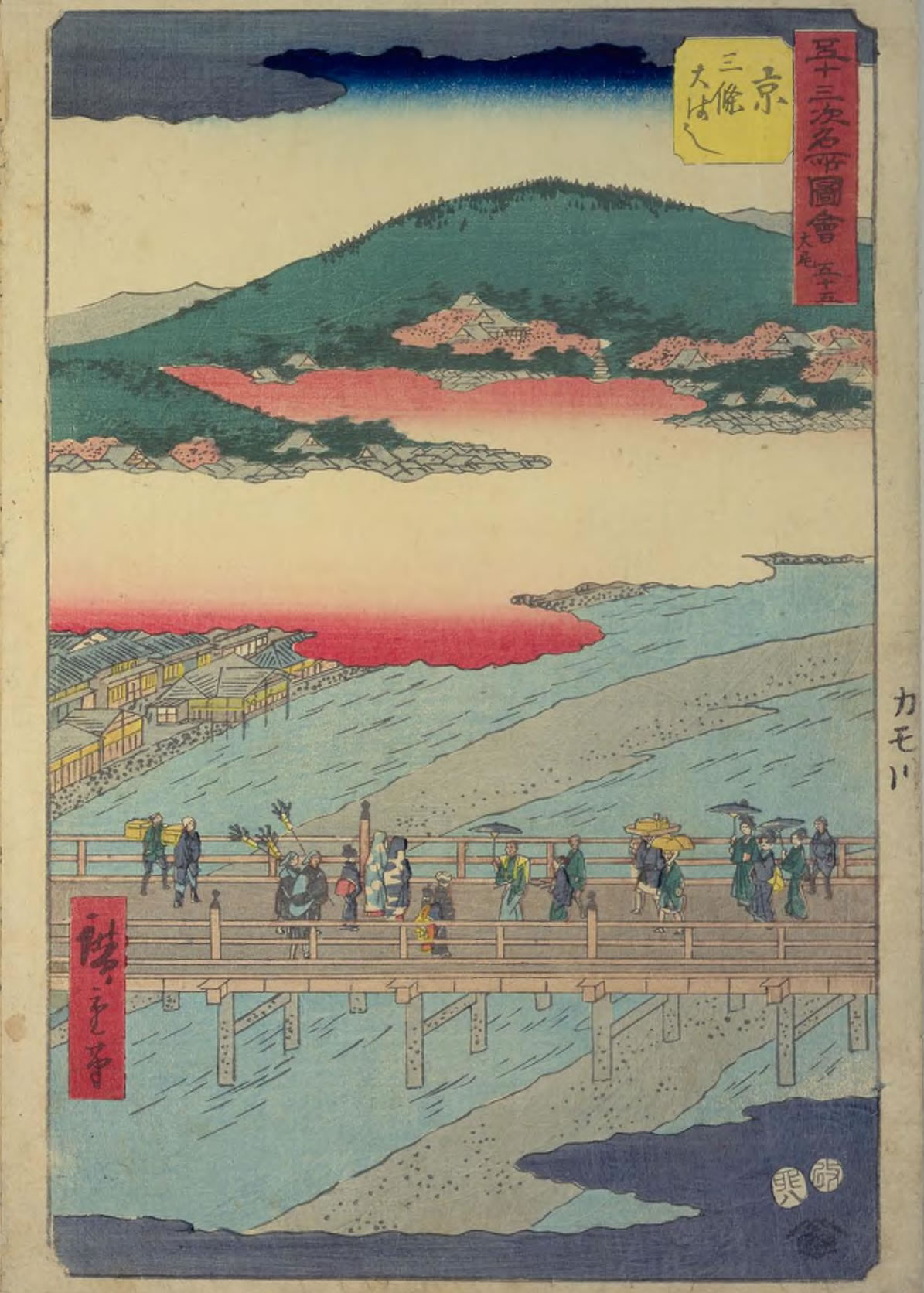
De grote brug bij Sanjo - Ando Hiroshige